# Orthaea pinnatinervia
Orthaea pinnatinervia là một loài thực vật có hoa trong họ Thạch nam. Loài này được Mansf. mô tả khoa học đầu tiên năm 1925.